# سوق الوزر

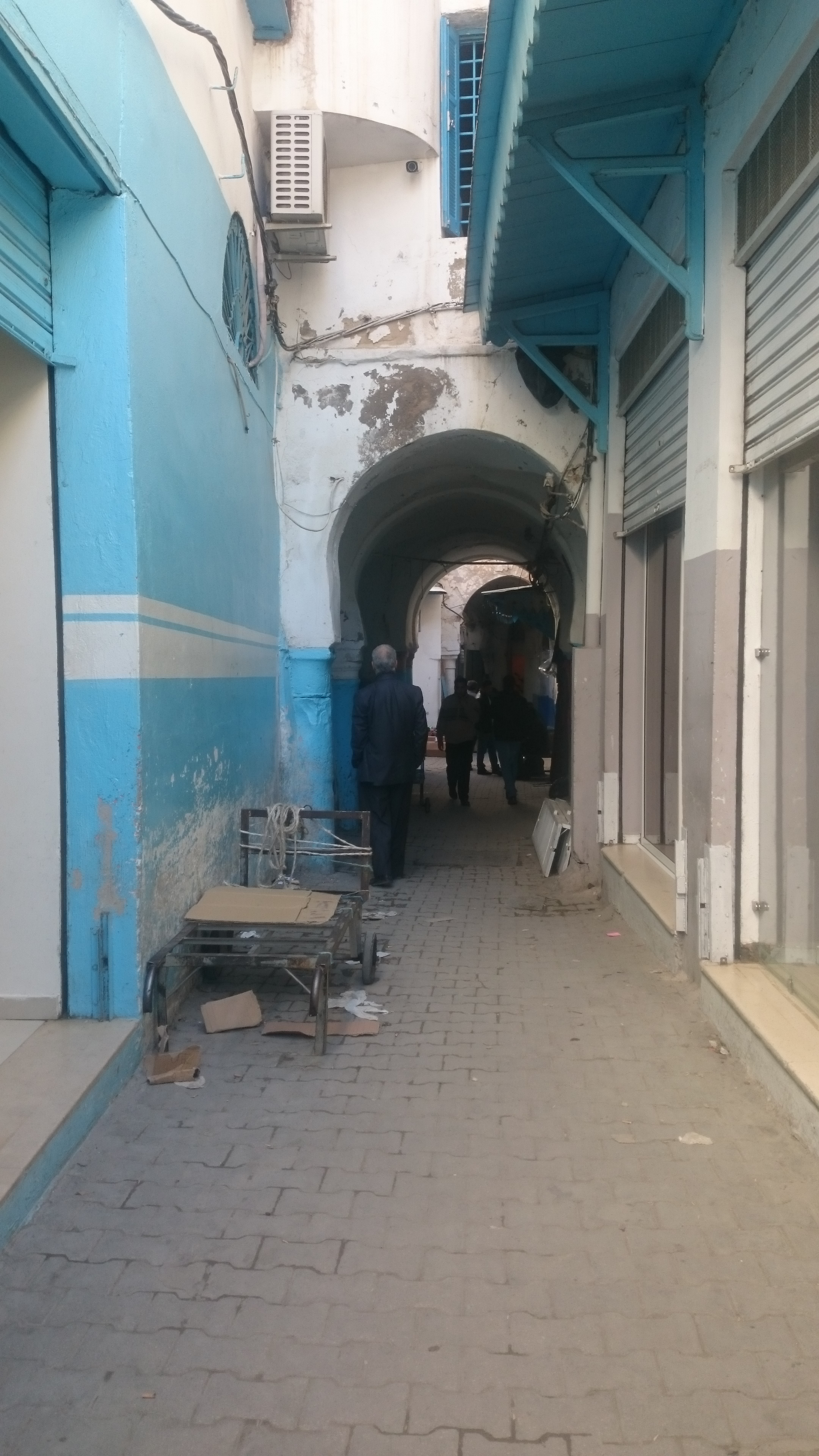
جزء من سوق الوزر

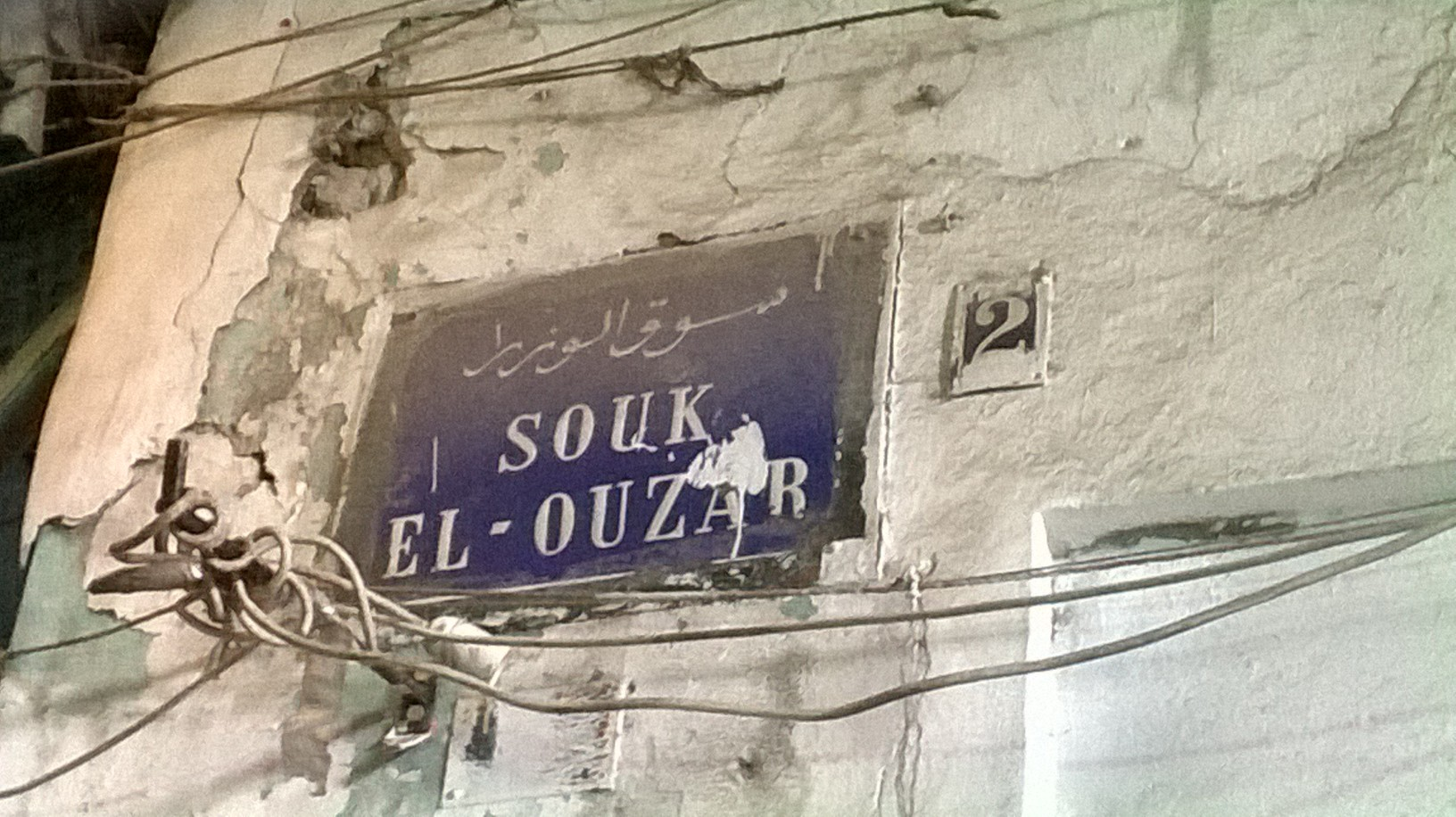
Souk El Ouzar

سوق الوْزَرْ هي أحد الأسواق العتيقة بمدينة تونس ، اختصّ ببيع الأقمشة و الأغطية بالجملة .

## الموقع
يقع سوق الوزر شمال شرق جامع الزيتونة و نستطيع الدّخول له عبر سوق العطارين

## المعالم
- مسجد الحبيبي
- مسجد الشباك

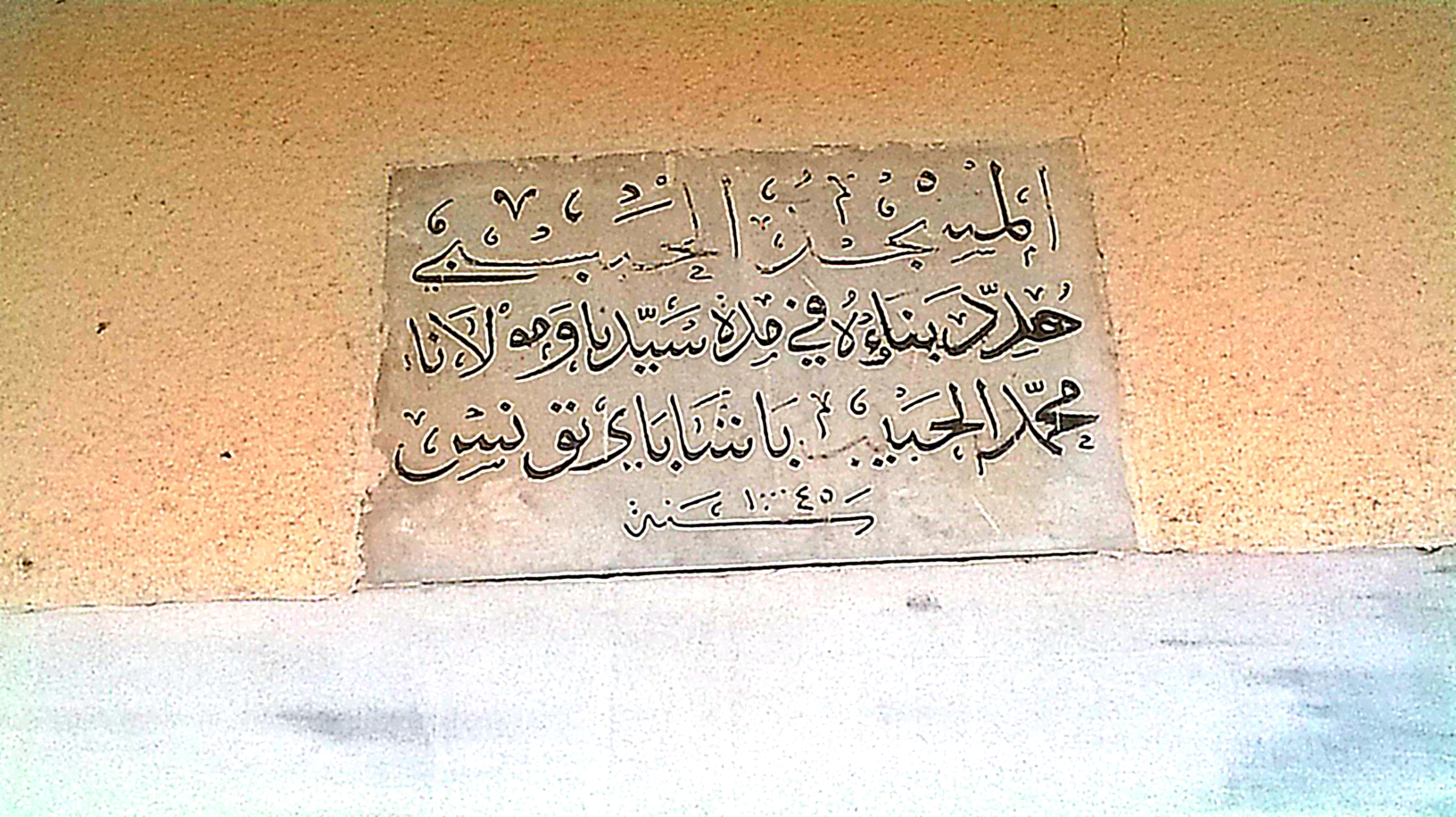
المسجد الحبيبي
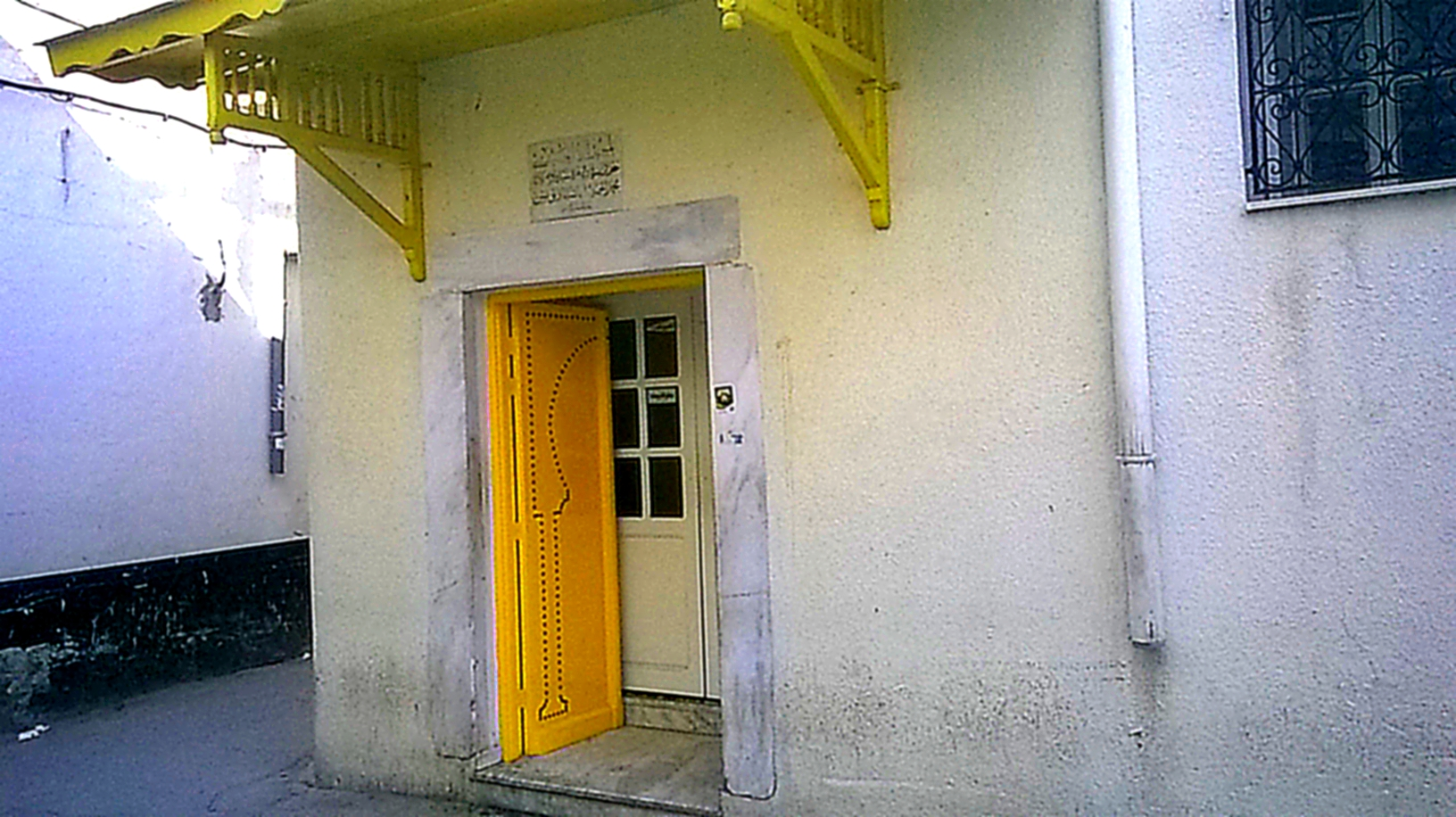
المسجد الحبيبي
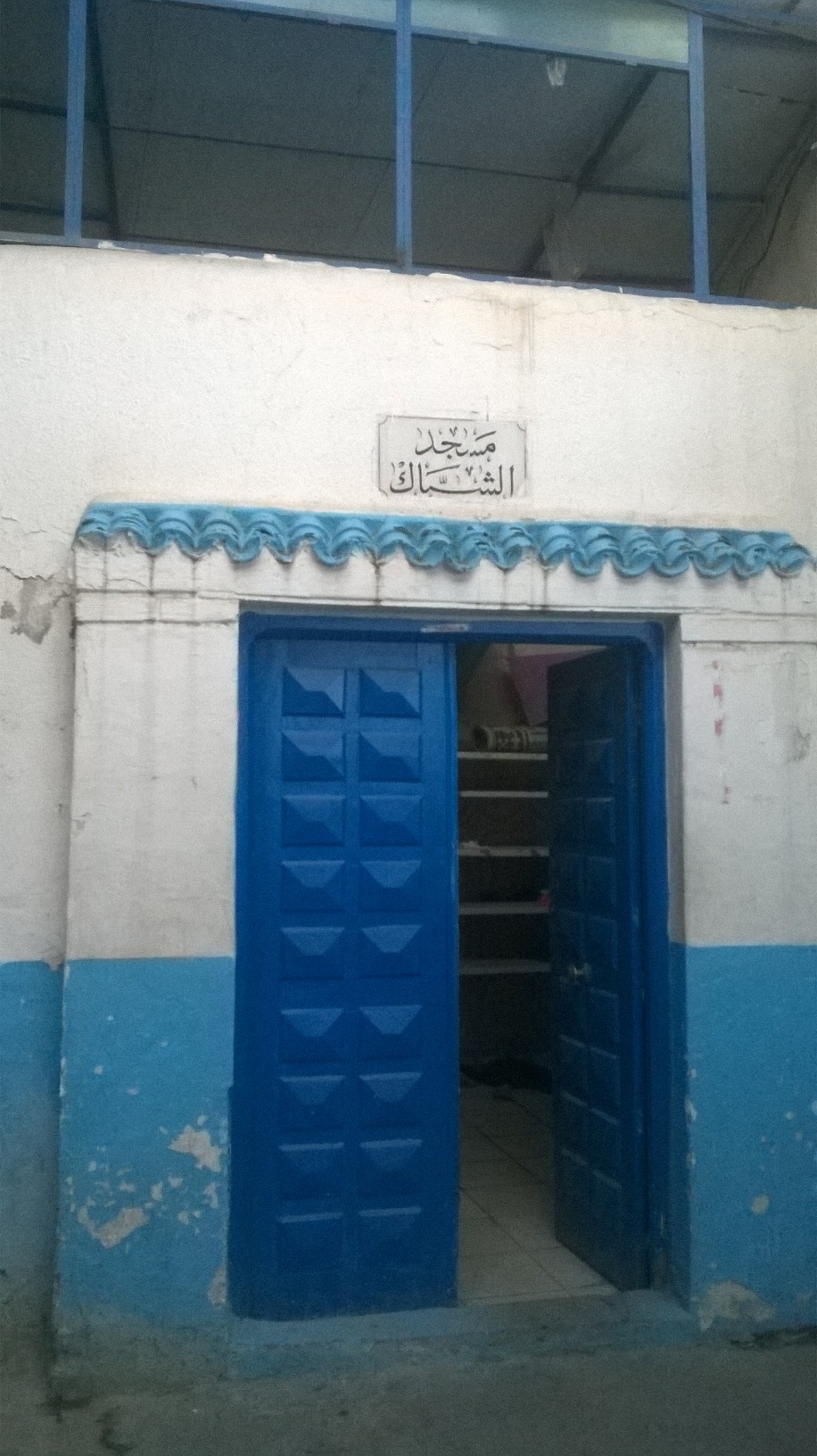
مسجد الشباك